# شیخ جاسم
شيخ جاسم روستایی در عبدالخان از توابع بخش مرکزی شهرستان کرخه در استان خوزستان ایران است.

## جمعیت
این روستا در دهستان سیدعباس قرار دارد و براساس سرشماری عمومی نفوس و مسکن۱۳۹۵ جمعیت آن ۸۱۰نفر (۲۲۰خانوار) بوده‌است. 
کار اکثر اهالی کشاورزی است ودرکنارآن به دامداری،پرورش ماهی وشکارمشغول هستند.